# 과집중

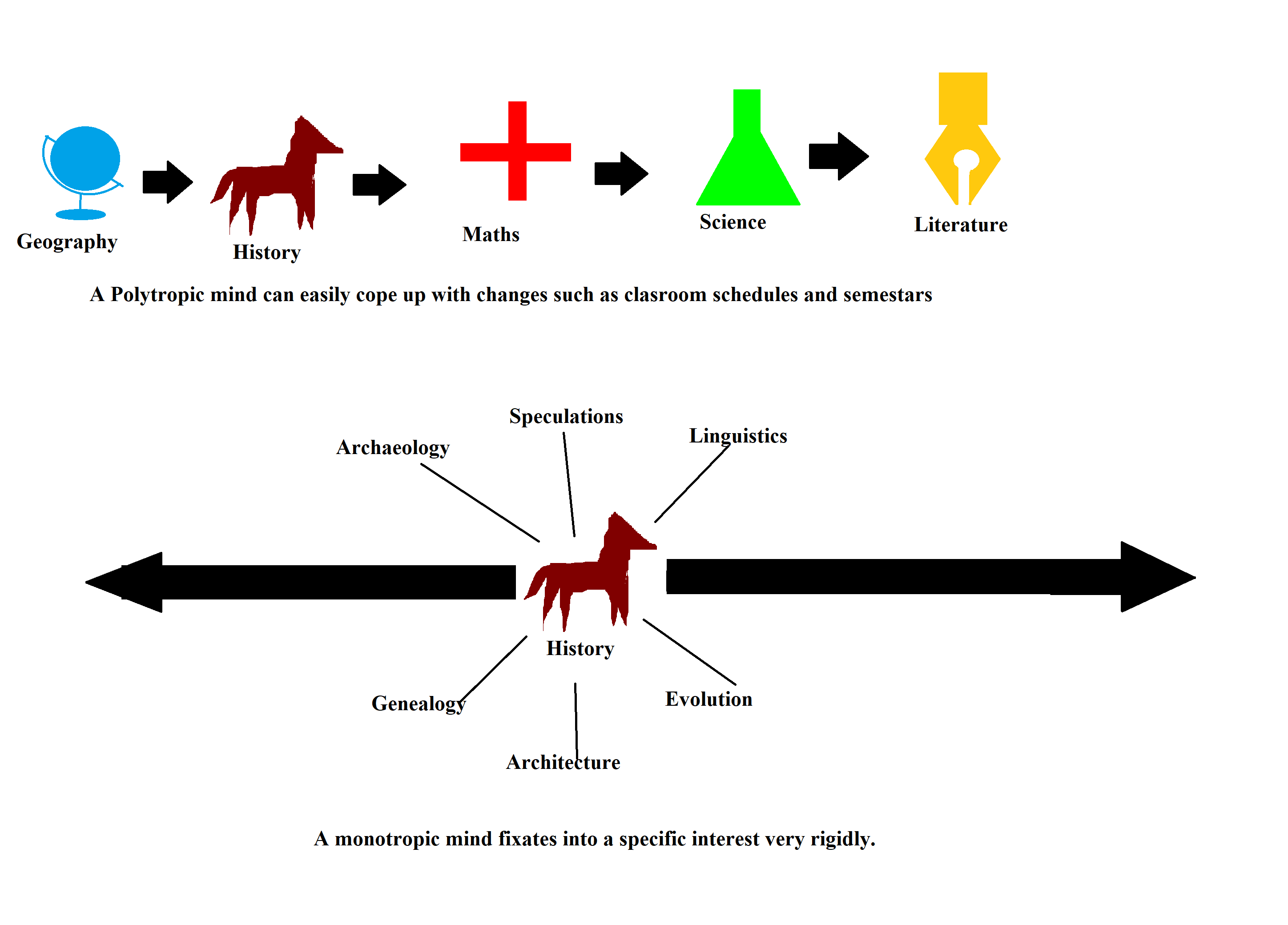
단일지향성 학습(monotropic learning)(과집중)과 다중지향성 학습(polytropic learning)

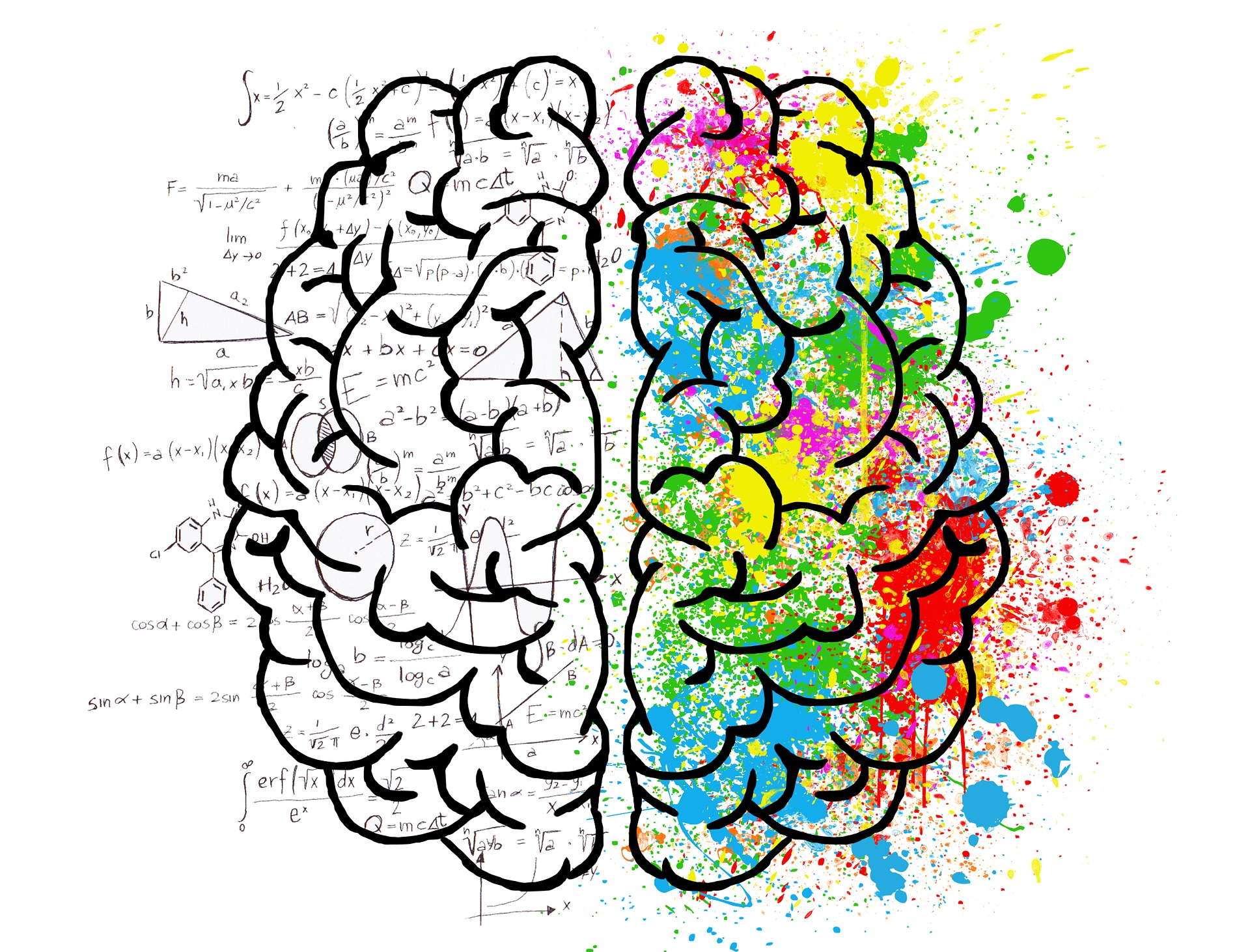
두뇌기능분화(brain lateralization)에 관한 심리학 이론은 정신건강증상으로서 과집중으로 여겨졌다. 연구에 있지만 실험으로 입증되지는 않았다.

과집중(영어: hyperfocus)은 어떤 주제나 화제 혹은 과업에 대하여 의식(consciousness)의 초점을 향하게 하는 정신적 집중(mental concentration)이나 시각화(visualization)가 강렬한 것을 말한다. 일부 사람들에게 있어 이러한 다양한 주제나 화제로는 백일몽(daydream), 개념(concept), 허구(fiction), 상상(imagination), 기타 정신 대상(object of the mind)이 있다. 과집중은 배정된 중요한 과업을 벗어난 딴짓거리(side-tracking)를 유발할 수 있다.
정신의학에서 과집중은 부주의(inattention)와 함께 발생하는 주의력결핍 과잉행동장애(ADHD)의 한 특성으로 인식되며, 자폐 스펙트럼 장애(autism spectrum disorder, ASD) 같은 증상들의 한 특성으로도 제시되었다.
과집중은 몰입(flow)과도 관계가 있다. 일부 상황에서는 몰입이나 과집중 모두 성취에 도움이 될 수 있지만, 동시에 현재 하고 있는 일로부터 벗어나게 하는 골칫덩이(liability)일 수도 있다. 그러나 과집중과 달리 몰입은 긍정적인 용어로 사용되기도 하는데, 이는 서로 반대되는 상황이나 지능에서 과집중과 몰입 두 용어는 같은 증상에 대한 양면이 아니라는 것을 시사한다.

## 정신병적 증상
경우에 따라 과집중은 정신질환(psychiatric condition)의 한 증상이 될 수도 있다. 일부의 경우, 보속증(perseveration) 즉 과업이나 활동을 전환하는 능력인 작업전환(task switching) 능력이 부재하거나 장애가 있거나, 자극(stimulus)이 없거나 중단되었는데도 불구하고 몸짓, 단어, 사고 등 정신적 신체적 반응의 반복에서 벗어나기 힘든 증상을 의미하기도 한다. 기이한 행동(idiosyncratic behaviour)을 고도로 반복하는 상동증(stereotypy)과는 다르다.
과집중이나 보속증 관련 증상으로는 신경발달장애(neurodevelopmental disorder), 특히 자폐 스펙트럼(autism spectrum)이나 주의력결핍 과잉행동장애(attention deficit hyperactivity disorder, ADHD)에 동반되는 신경발달장애가 있다. ADHD의 경우, 과집중은 대처 기제나 감정적 자기관리(emotional self-regulation) 증상일 수 있다. 이른바 두번 예외(twice exceptional) 사람들은 고지능에 학습장애를 가지고 있어, 과집중이나 보속증 행동을 보일 수 있다. 이들은 실행기능부전(executive dysfunction)이나 감정조절부전(emotional dysregulation)을 갖고 있기도 하며, 진단이나 치료가 없는 경우 다른 동반질병(comobidity)을 갖기도 한다.

### ADHD

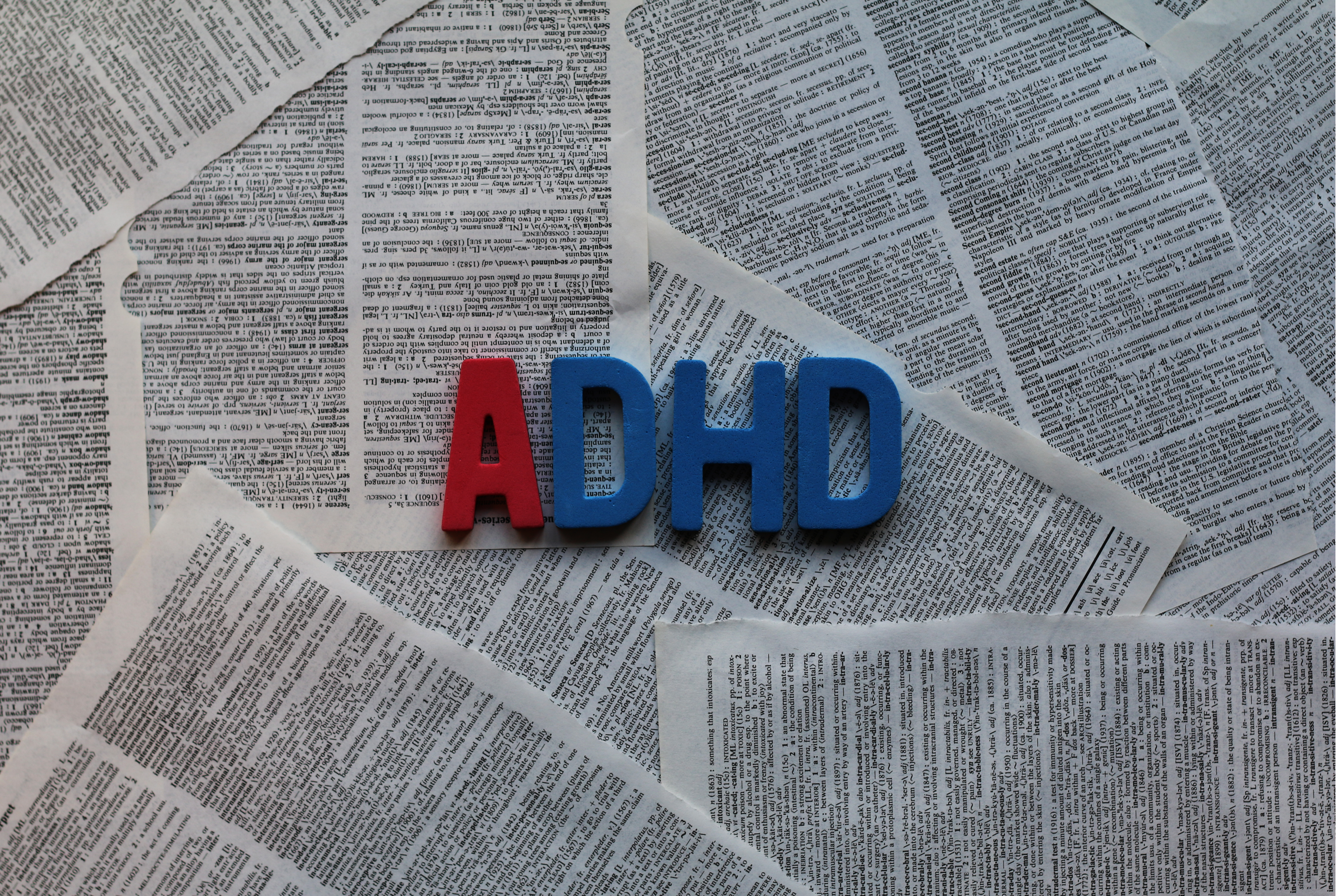
주의력결핍과잉행동장애(ADHD) 환자는 서류 작업과 같은 일의 정리 및 조직을 어려워하지만, 미술과 같은 흥미를 끄는 일들은 과집중할 수 있다.

ADHD 환자는 체계화(formulation)나 사고(thinking)가 신경적으로 정상 범주인 사람들에 비해 더 느리고, 장황하거나(long winded) 옆길로 새기도(tangential) 한다. 이러한 부주의형 증상들은 2019년 유럽 성인 ADHD 공동선언(2019 European Consensus Statement on Adult ADHD)에서 '과집중(hyperfocus)'이라고 명명된 것과 함께 지속적으로 발생한다. 상당히 흥미를 끌거나 컴퓨터 게임 혹은 온라인 채팅과 같은 순간의 만족감을 주는 경우 과집중이 발생할 수 있다. 이런 활동에서 집중력은 수 시간 동안 강렬한 상태로 지속될 수 있다.
일부 ADHD 유형은 주의력이 없는 것이 아니라 '주의력의 방향을 설정하는 어려움(difficulty in directing one's attention)'이 있는데, 이는 곧 전두엽(frontal lobe)의 집행 기능(executive function)의 문제이다.
과집중과 혼동되기 쉬운 증상으로는 강박장애(obsessive–compulsive disorder, OCD), 외상후스트레스장애(PTSD), 외상성 뇌손상(traumatic brain injury)과 같은 사고나 행동의 고반복을 보이는 것들이 있다.

### 자폐
자폐 스펙트럼 장애(autism spectrum disorder, ASD)의 주요 증상 두 가지는 소리나 움직임을 반복하는 것, 그리고 주제나 활동을 포함한 다양한 것들에 집착하는 것이다. 또한 자폐증 환자의 과집중은 상황이 변화하였을 때 사고나 과업의 방향을 재설정하지 못한다는 것을 말한다. 이는 인지적 유연성(cognitive flexibility)과 관련 있다.
자폐증 환자의 과집중에 대한 설명 중 하나는 이들이 과집중하는 활동이 예측 가능하다는 것이다. 예측 불가능한 상황에 대한 혐오는 자폐증의 한 특성이며, 예측 가능한 것에 대하여 집중하는 반면, 이들은 예측 불가능한 일로 전환하는 것을 어려워할 것이디.

## 같이 보기
- 몰입
- 보속증
- 주의력결핍과잉행동장애
- 사냥꾼 대 농부 이론(Hunter vs. farmer hypothesis)
- 마음방랑(Mind-wandering)(반의어)